# Osvaldo Strongoli
Osvaldo Stróngoli (Santiago, Región Metropolitana de Santiago, 1964) es un actor y productor chileno.

## Biografía
Nació en Chile, creció en Argentina y vive hace más de 20 años en los Estados Unidos, lugar donde recogió los frutos de una carrera actoral de 35 años. Su experiencia va desde las tablas teatrales hasta Hollywood. Empieza su carrera en Buenos Aires, donde realizó veinticuatro obras de teatro, y ganó el premio "Martín Fierro" al actor de revelación del año.
Al llegar a los Estados Unidos, realizó obras de teatro como "El Quijote de la Mancha" y "Los Tres Mosqueteros". En la cadena Telemundo, ha pertenecido a las telenovelas: El cuerpo del deseo, La casa de al lado, Una maid en Manhattan y Más sabe el diablo, actuando al lado de actores como Daniel Lugo, Felicia Mercado, Fred Valle, Tina Romero, Jeannette Lehr, Jencarlos Canela y María Gabriela Espino.
Aunque algunas de estas telenovelas ha obtenido papeles secundarios, es más reconocido por sus obras de teatro y obras de teatro producidas. Su obra más reciente es "Fifty Fifty" y también actualmente participa en Dama y obrero, donde interpreta a Ernesto Villamayor, junto a Ana Layevska, José Luis Reséndez, Fabián Ríos y Sofía Stamatiades. Para 2015 tiene un proyecto titulado "The Path of the Sun".

## Filmografía

### Telenovelas
- Milagros de Navidad (2017) Paul (Telemundo)
- Santa diabla (2014) - Doctor (Telemundo)
- Dama y obrero (2013) - Ernesto Villamayor (Telemundo)
- Rosario (2013) - Gregorio Giordano (Unvisión/Venevisión Productions)
- Relaciones Peligrosas (2012) - Detective Maldonado (Telemundo)
- Corazón apasionado (2011) - Dr. Urbaneja (Venevisión Internacional)
- Una maid en Manhattan (2011) - Teófilo "Teo" (Telemundo)
- Aurora (2010) - (Telemundo)
- Alguien te mira (2010) - Conductor (Telemundo)
- Perro amor (2010) - Doctor Aguirre (Telemundo)
- Más sabe el diablo (2009) - Doctor (Telemundo)
- El rostro de Analía (2008) - Chaparro (Telemundo)
- Pecados ajenos (2007) - Doctor (Telemundo)
- Dame chocolate (2007) - Doctor (Telemundo)
- La Viuda de Blanco (2006) - (Telemundo)
- Tierra de pasiones (2006) - Detective (Telemundo)
- El cuerpo del deseo (2005) - Saíd (Telemundo)
- ¡Anita, no te rajes! (2004) - Vanegas (Telemundo)

### Teatro
- El Quijote de la Mancha
- Los Tres Mosqueteros
- Fifty Fifty
- Tres Hombres de Bien